# リック・ローゼンタール
リチャード・L・ "リック" ローゼンタール・ジュニア（Richard L. "Rick" Rosenthal, Jr.、1949年6月15日 - ）は、アメリカ合衆国の映画監督、テレビディレクター。『LAW & ORDER:性犯罪特捜班』、『バフィー 〜恋する十字架〜』、『ヤング・スーパーマン』など多くの人気テレビドラマのエピソードや、『ハロウィンII』、『ハロウィン レザレクション』などの映画を監督した。プロデューサー、俳優、脚本家を務める事もある。

## 来歴
ニューヨーク州ニューヨークで母ヒンダ（旧姓グールド）と起業家の父リチャード・L・ローゼンタール・シニアの息子として生まれる。チョート・スクール（現チョート・ローズマリー・ホール）を卒業、1971年にハーバード・カレッジ卒業、アメリカン・フィルム・インスティチュート出身者である。
1981年に映画『ハロウィンII』で監督デビュー。約20年後の2002年に『ハロウィン レザレクション』で再びハロウィンシリーズのメガホンを取った。1983年の監督作品『バッド・ボーイズ』で、当時まだ有名では無かったショーン・ペンを主演に抜擢、ペンの名を世に知らしめる切っ掛けの一つとなった。1980年代の終り頃からテレビが主な活動の場となり、エミー賞受賞作品『コーキーとともに』をはじめ、『LAW & ORDER:性犯罪特捜班』、『プロビデンス』、『バフィー 〜恋する十字架〜』、『ヤング・スーパーマン』など多くのテレビドラマを監督した。
1993年にテレビ映画『新・鳥』を監督しているが、アラン・スミシー名義を用いて名前を伏せている。
2000年代半ば頃からインディペンデント映画の世界にも目を向け、『Nearing Grace』(2005) などで監督業も続けながら、プロデューサーとして新人監督にチャンスを与えている。2004年にはプロデューサーを務めた映画『さよなら、僕らの夏』がサンダンス映画祭やカンヌ国際映画祭で賞賛され、インディペンデント・スピリット賞のジョン・カサヴェテス賞と特別優秀賞、及びヒューマニタス賞を受賞し、監督・脚本のヤコブ・アーロン・エステスを世に送り出した。
配偶者となる女優のナンシー・スティーヴンスとは『ハロウィンII』の撮影中に出会った。2人はローゼンタールの監督作品『愛しのレベッカ』 （1984年、女優として出演）、『ラスキーズ』（1987年、女優として出演） 、『Nearing Grace』（2005年、エグゼプティブ・プロデューサー）、などで共同作業を行なっている。

## テレビドラマ監督作品の一部
- 1996-1997年 『アーリー・エディション』 (Early Edition, 2エピソード)
- 1997年 『ザ・プラクティス ボストン弁護士ファイル』 (The Practice, 1エピソード)
- 1999年 『ウェイストランド～NY若者のすべて』 (Wasteland, 1エピソード)
- 1999-2000年 『LAW & ORDER:性犯罪特捜班』 (Law & Order: Special Victims Unit, 2エピソード)
- 2000年 『ダナ&ルー リッテンハウス女性クリニック』 (Strong Medicine, 1エピソード)
- 2000-2001年 『プロビデンス』 (Providence, 6エピソード)
- 2001-2003年 『ザ・ディストリクト』 (The District, 6エピソード)
- 2002年 『バフィー 〜恋する十字架〜』 (Buffy the Vampire Slayer, 2エピソード)
- 2002年 『女検死医ジョーダン』 (Crossing Jordan, 1エピソード)
- 2003年 『シースパイズ』 (She Spies, 1エピソード)
- 2003-2008年 『ヤング・スーパーマン』 (Smallville, 7エピソード)
- 2004-2005年 『トゥルー・コーリング』 (Tru Calling, 2エピソード)
- 2005年 『ポイントプレザントの悪夢』 (Point Pleasant, 1エピソード)
- 2006年 『ヴェロニカ・マーズ』 (Veronica Mars, 1エピソード)
- 2007年 『フラッシュ・ゴードン』 (Flash Gordon, 1エピソード)
- 2007年 『ドレスデン・ファイル』 (The Dresden Files, 1エピソード)
- 2009年 『新ビバリーヒルズ青春白書』 (90210, 1エピソード)
- 2009-2010年 『ビーイング・エリカ』 (Being Erica, 3エピソード)
- 2009年 『GREEK〜ときめき★キャンパスライフ』 (Greek, 1エピソード)
- 2009年 『メンタル:癒しのカルテ』 (Mental, 1エピソード)
- 2009年 『ニューヨーク1973/LIFE ON MARS』 (Life on Mars, 1エピソード)
- 2010年 『ヘイヴン -謎の潜む町-』 (Haven, 1エピソード)
- 2010年 『私はラブ・リーガル』 (Drop Dead Diva, 1エピソード)
- 2013年 『美女と野獣』 (Beauty and the Beast, 1エピソード)